# Simon Wiesenthal

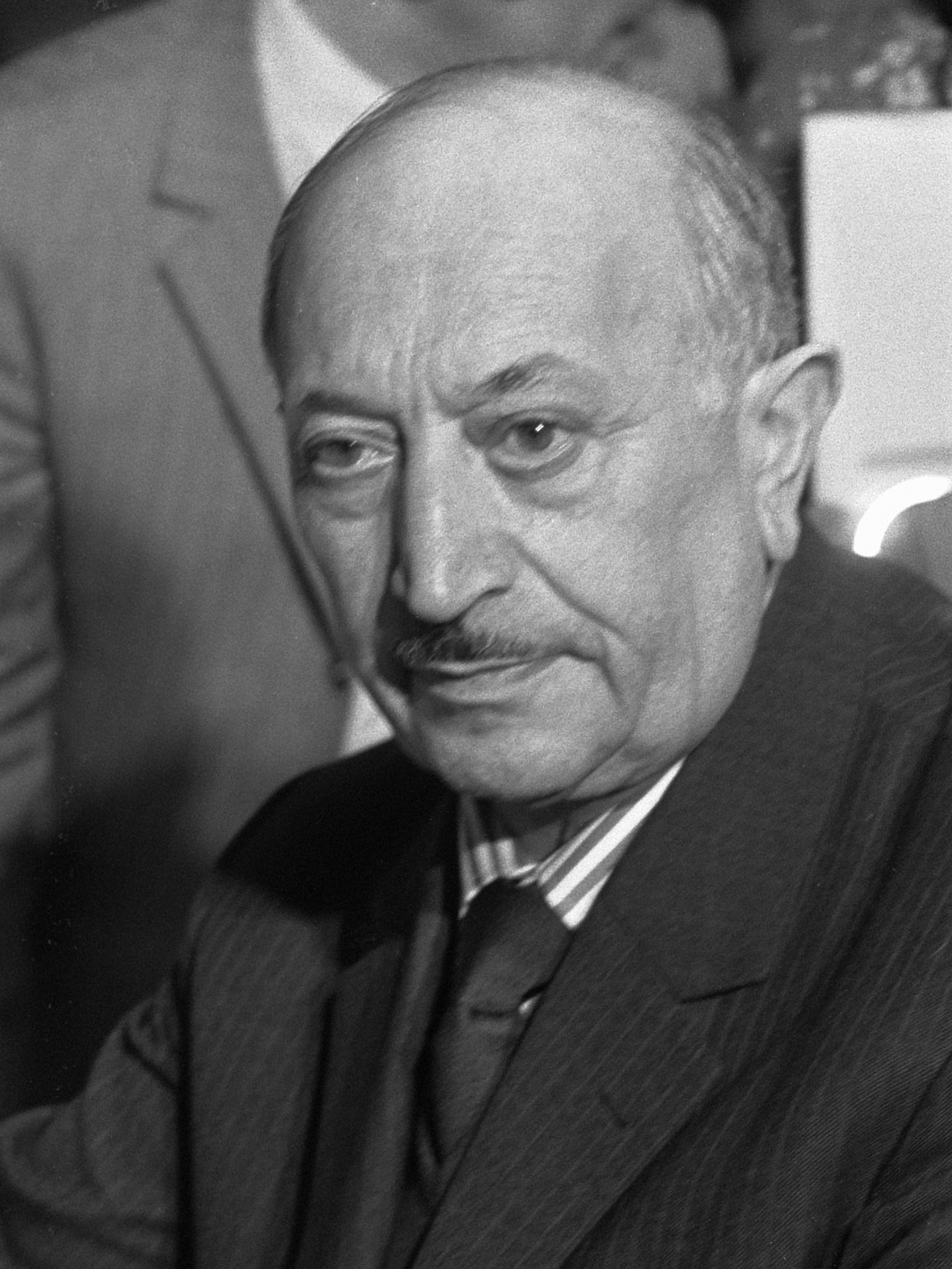
Simon Wiesenthal (1973)

Simon Wiesenthal, KBE (31. prosince 1908 Bučač – 20. září 2005 Vídeň) byl židovský aktivista v Rakousku, který zasvětil velkou část života vyhledávání uprchlých nacistických válečných zločinců a pachatelů holocaustu. Proto byl často označován za lovce nacistů, i když toto označení sám odmítal. Za svůj židovský původ byl za druhé světové války nacisty pronásledován a přežil pobyt v několika německých koncentračních táborech.

## Životopis
Simon Wiesenthal se narodil v roce 1908 v městě Bučač nedaleko Lvova v oblasti, která tehdy patřila do rakouské Haliče, v meziválečných letech k Polsku, po válce Sovětskému svazu a nyní náleží Ukrajině. 
V roce 1932 vystudoval architekturu na Českém vysokém učení technickém v Praze. Ve Lvově pracoval jako architekt až do druhé světové války, kdy východní část Polska napadl Sovětský svaz.
V roce 1936 se oženil se svou spolužačkou Cylou Müllerovou (1908–2003), která byla vzdálenou příbuznou Sigmunda Freuda. 
Jako výsledek Ribbentropova–Molotovova paktu byl Lvov a zbytek východního Polska 17. září 1939 anektován SSSR a sovětské orgány začaly zatýkat, popravovat a deportovat inteligenci do vnitrozemí SSSR (zejména na Sibiř a do Kazachstánu). Wiesenthalův otčím byl sovětskou tajnou policií NKVD zatčen a pravděpodobně zemřel ve vězení, bratr byl zastřelen. Simon Wiesenthal musel skončit s architekturou a pracoval jako mechanik. Před deportací na Sibiř se spolu s manželkou zachránil tím, že podplatil komisaře NKVD.[zdroj?]
Po převzetí kontroly nad Haličí Němci v červnu 1941 byl Wiesenthal načas internován v koncentračním táboře Janowska, blízko Lvova, odkud byl přesunut o několik měsíců později do tábora zabývajícího se opravářskými pracemi na Ostbahn (OAW) ve Lvově. Zde pracoval jako technik. Podařilo se mu utéct v roce 1943, těsně před tím, než nacisté začali s masovým vyhlazováním.
V červnu 1944 byl opět zatčen a převezen do tábora. Dne 13. června 1944 se pokusil spáchat sebevraždu podřezáním žil. Přežil spolu s malou skupinkou spoluvězňů, protože posádka tábora věděla, že když nebudou mít vůbec žádné vězně, budou muset jít bojovat na frontu.
Osvobození se dočkal dne 5. května 1945 v rakouském koncentračním táboře Mauthausen. Po válce se nevrátil k architektuře, ale začal shromažďovat svědectví a důkazy o nacistických zločinech během války. Pracoval pro OSS (předchůdce CIA), kontrarozvědku americké armády (CIC) a působil i jako předseda židovského ústředního výboru v americké okupační zóně Rakouska. Jím shromážděné důkazy byly použity v americké zóně při soudních jednáních.
Roku 1946 se manželům Wiesenthalovým narodila jediná dcera Pauline.
V roce 1947 založil v Linci v Rakousku Židovské dokumentační středisko. Mezi své úspěchy řadí i podíl na vypátrání Adolfa Eichmanna v Argentině v květnu roku 1960. Bývalý šéf Mosadu Isser Harel však jeho podíl odmítá a informace, které Wiesenthal poskytoval, označil, stejně jako jeho informace v pátrání po Mengelem, za bezcenné až zavádějící a negativní hodnoty.[zdroj?]
Dostal titul rytíře, komandéra.
Je autorem pozoruhodných pamětí, které vyšly i česky. V nich uvádí, že svůj soukromý archiv v návalu depresí dvakrát zničil a vždy znovu vybudoval. Zemřel ve spánku 20. září 2005 ve věku šestadevadesáti let.

## Památka
V červnu 2010 byla na jeho počest vydána v Izraeli poštovní známka o nominální hodnotě 5 šekelů.